# مدحت العدل
مدحت العدل (مواليد 13 يناير 1955) هو كاتب وشاعر ومؤلف وطبيب مصري شهير له العديد من الأعمال التليفزيونية والسينمائية الشهيرة. و هو شقيق الممثل سامي العدل حصل على ماجستير طب أطفال من كلية الطب بالقصر العيني بالقاهرة.
ولد مدحت العدل في 13 يناير 1955 بمدينة المنصورة بمحافظة الدقهلية وقد عمل في الطب لمدة 11 عاماً، قبل أن ينتقل إلى الفن، الخطوة السينمائية الأولى كانت بأفلام المخرج خيري بشارة، وهو أحد مؤسسي جماعة السينما الجديدة التي أنعشت السينما المصرية فنياً منذ الثمانينات، حيث شارك مدحت في كتابة حوار فيلمه آيس كريم في جليم (1992) كما ألف أغنياته التي قدمها عمرو دياب، ليحقق الفيلم نجاحاً كبيراً  أعاد الأفلام الغنائية للخريطة السينمائية بالمصرية بعد غياب.
صدر لمدحت العدل ثلاثة دواوين شعرية هي رصيف نمرة خمسة (2014) والذي يضم جميع القصائد والأغنيات التي كتبها على مدار مشواره الفني، وديوان شبرا مصر (2017) والذي يتناول فيه حالة مصرية خالصة عبر مجموعة متنوعة من الشخصيات. أما أحدث دواوينه فجاء بعنوان فوضى المشاعر (2021).

## الأفلام
- ع الزيرو (2023)
- الديلر (2009)
- إوعى وشك (2003)
- مافيا (2002)
- شورت وفانلة وكاب (2000)
- همام في امستردام (فيلم) (1999)
- صعيدى في الجامعة الأمريكية (1998)
- قشر البندق (1995)
- أمريكا شيكا بيكا (1993)
- حرب الفراولة (1993)
- آيس كريم في جليم (فيلم) (1992)
- أصحاب ولا بزنس (فيلم) (2001)
- بليه ودماغه العالية (فيلم) (2000)
- البطل (1998)

## المسلسلات
- محمود المصري (مسلسل) (2005)
- العندليب حكاية شعب (مسلسل) (2006)
- الشوارع الخلفية (2011)
- الداعية (مسلسل) (2013)
- حارة اليهود (مسلسل) (2015)
- فوق مستوى الشبهات (2016)
- لأعلى سعر (2017)
- الحساب يجمع (2017)
- كوكو شانيل (مسرحية) (2021)
- عملة نادرة (2023)
- تشارلي (مسرحية) (2023)
- عتبات البهجة (2024)
- صفحته على موقع قاعدة بيانات الأفلام العربية

## وصلات خارجية
- مدحت العدل على موقع IMDb (الإنجليزية)
- مدحت العدل على موقع الدهليز
- مدحت العدل على موقع قاعدة بيانات الأفلام العربية
- مدحت العدل على موقع قاعدة بيانات الفيلم (الإنجليزية)